# Yssingeaux
Yssingeaux é uma comuna francesa na região administrativa de Auvérnia-Ródano-Alpes, no departamento de Alto Loire. Estende-se por uma área de 80,5 km². Em 2010 a comuna tinha 7 711 habitantes (densidade: 95,8 hab./km²).